# Gluvia brunnea
Gluvia brunnea es una especie de solífugo o araña camello recientemente descrita que habita el suroeste de la península ibérica.

## Características
Es muy similar a la especie Gluvia dorsalis con la que está estrechamente emparentada. Se puede diferenciar visualmente por su coloración. Esta es de marrón muy oscuro por toda la superficie dorsal del cuerpo, incluidos los extremos distales de los palpos y las patas. En G. dorsalis estos son de un color más claro. Mide de 8 a 20 mm de longitud de cuerpo, siendo las hembras de mayor tamaño.

## Distribución y hábitat
Se distribuye por el suroeste de la península, en la provincia de Almería. Habita en encinares, pinares y matorral mediterráneo. Se encuentra en las formaciones vegetales semidesérticas del Parque Natural del Cabo de Gata, en el entorno más árido de la península.

## Descubrimiento
Anteriormente se creía que esta población pertenecía a la especie G. dorsalis, la única reconocida como válida hasta el momento. Sin embargo, tras un estudio conjunto de la Universidad de Almería, la Universidad de Córdoba y la Estación Experimental de Zonas Áridas (EEZA-CSIC) se ha clasificado como una nueva especie. El estudio multidisciplinario se basa en análisis  de detalles morfológicos, de ADN molecular y análisis estadísticos.